# Al-Khafsah

Al-Khafsah là trung tâm hành chính của Nahiya Al-Khafsah của quận Manbij.

Al-Khafsah (tiếng Ả Rập: الخفسة), cũng đánh vần Khafsa, là một ngôi làng nằm cách 77 kilômét (48 mi) về phía đông Aleppo ở miền bắc Syria. Trong cuộc điều tra dân số năm 2004, nó có dân số 5.393 người. 
Vào tháng 6 năm 2016, ngôi làng nằm dưới sự kiểm soát của ISIL. Vào ngày 8 tháng 9 năm 2016, ISIL đã sơ tán khỏi trụ sở của mình ở al-Bab và chuyển nó đến Al Khafsah với hàng chục phương tiện chở các chiến binh và vũ khí. Điều này diễn ra một ngày sau khi lực lượng phiến quân do Thổ Nhĩ Kỳ lãnh đạo bày tỏ mục tiêu chiếm giữ al-Bab. Vào tối ngày 7 tháng 3 năm 2017, Khafsa đã được Quân đội Ả Rập Syria (SAA) giải phóng.